# Reinhold Jürgensen

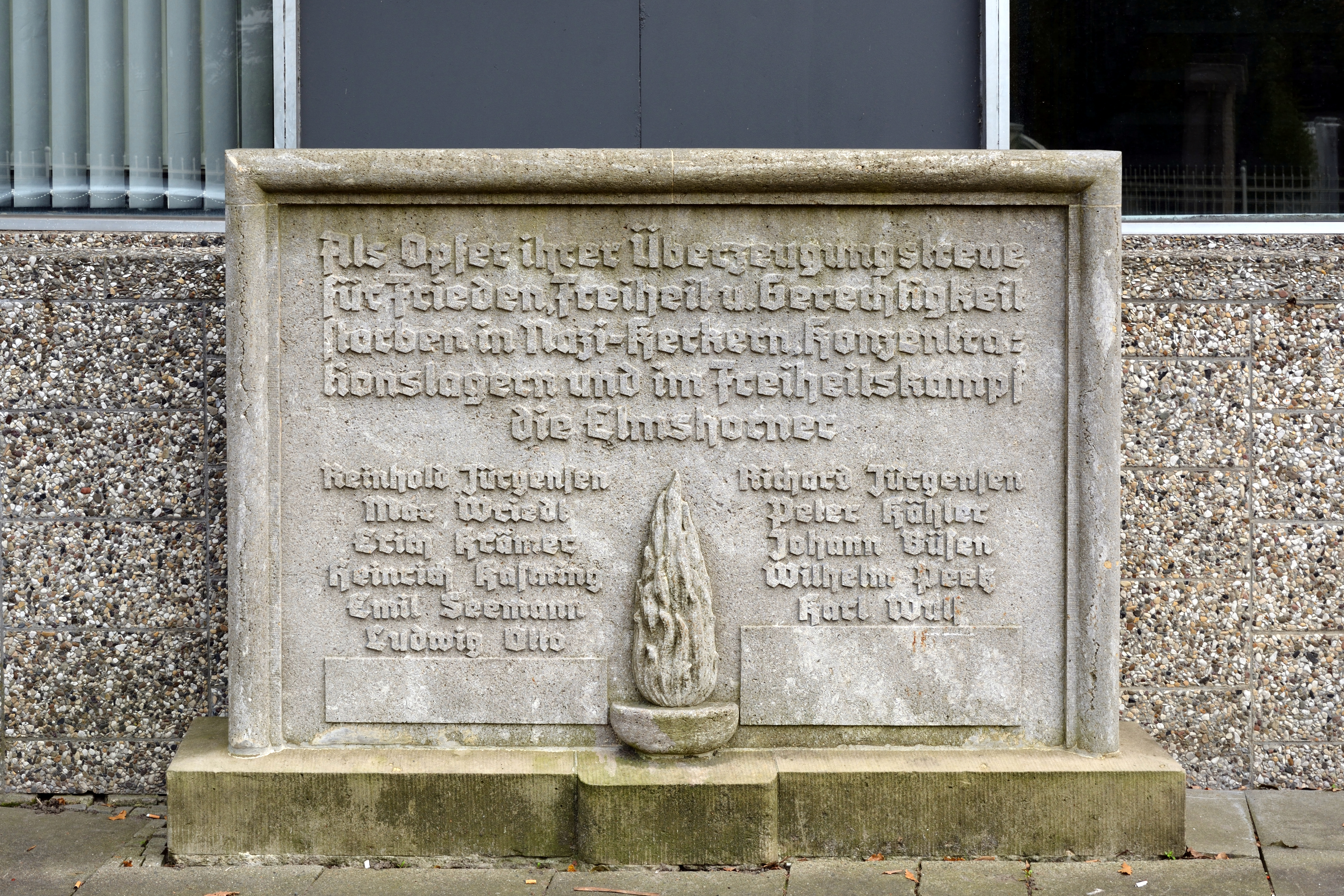
Gedenkstein am Rathaus in Elmshorn

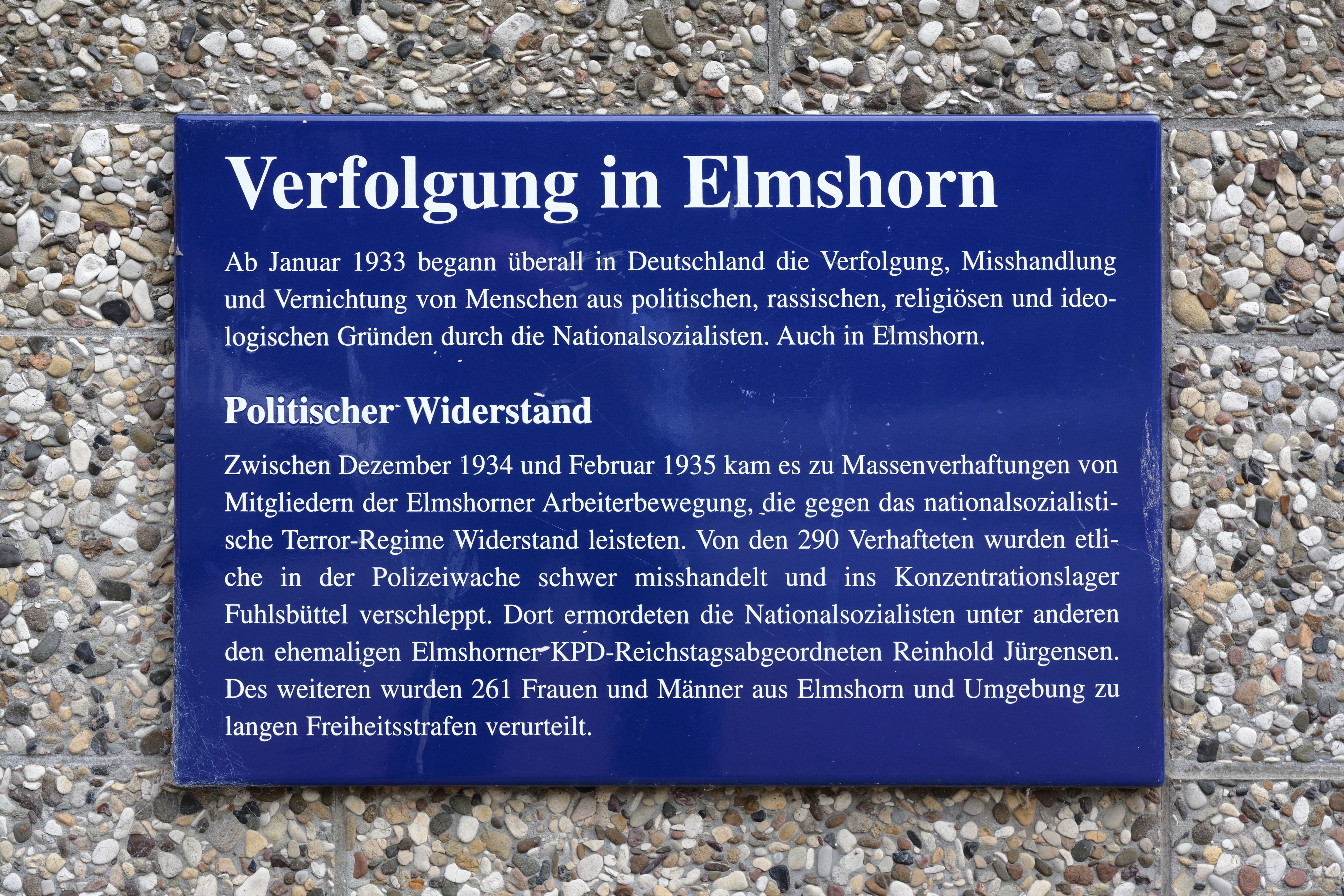
Gedenktafel am Rathaus in Elmshorn

Reinhold Jürgensen (* 18. März 1898 in Elmshorn; † 20. Dezember 1934 im KZ Fuhlsbüttel) war ein deutscher Arbeiter (Elektriker) und Politiker (KPD).

## Leben und Wirken
Reinhold Jürgensen besuchte in seiner Jugend die Volksschule in Elmshorn. Danach absolvierte er eine Lehre zum Elektriker und ging zur Fortbildungsschule. Nach dem Ersten Weltkrieg begann Jürgensen sich verstärkt politisch zu organisieren. 1922 trat er in die Kommunistische Partei Deutschlands ein. Ab 1919 war Jürgensen, der seit 1920 verheiratet war, im Deutschen Metallarbeiter-Verband gewerkschaftlich organisiert. Aus dem Metallarbeiterverband wurde er 1930 wegen seiner oppositionellen Haltung ausgeschlossen.
Von November 1932 bis März 1933 gehörte Jürgensen dem Reichstag als Abgeordneter seiner Partei für den Wahlkreis 13 (Schleswig-Holstein) an. Von 1924 bis 1926 war er zudem Kreisdeputierter im Kreis Pinneberg und von 1924 Stadtverordneter von Elmshorn.
Nach der nationalsozialistischen „Machtergreifung“ im Frühjahr 1933 wurde Jürgensen als bekannter Kommunist verhaftet und mindestens fünf Monate lang in den Konzentrationslagern Fuhlsbüttel, Glückstadt und Kuhlen als „Schutzhäftling“ gefangen gehalten. Bewiesen ist, dass Jürgensen im Dezember 1934 im KZ Fuhlsbüttel ums Leben kam. Offiziell gab die Lagerleitung an, Jürgensen habe am 17. Dezember 1934 Selbstmord begangen. Nach anderen Angaben war Jürgensen jedoch nach seiner ersten fünfmonatigen Haft vorübergehend wieder auf freien Fuß gesetzt worden, um dann am 19. Dezember 1934 erneut verhaftet und nach Fuhlsbüttel gebracht zu werden – also zwei Tage nachdem er den Angaben der Lagerleitung zufolge bereits in Fuhlsbüttel Selbstmord begangen haben soll. Die meisten Quellen gehen dementsprechend davon aus, dass Jürgensen von Angehörigen des SS-Lagerpersonals erschlagen wurde. Als tatsächlicher Todestag wird dabei meist der 20. Dezember 1934 angenommen.

## Gedenken

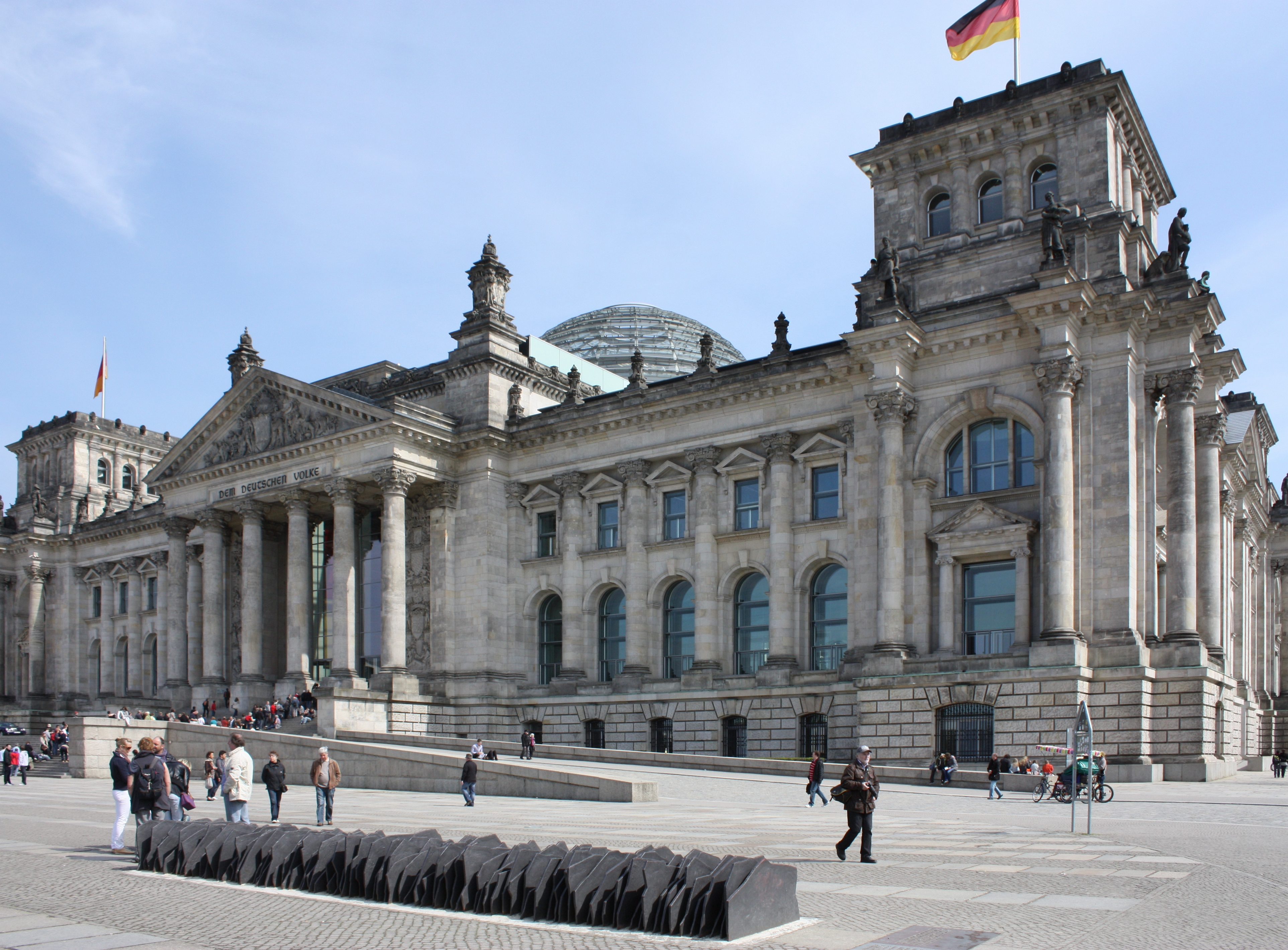
Gedenktafeln am Reichstag

Seit 1992 erinnert in Berlin in der Nähe des Reichstags eine der 96 Gedenktafeln für von den Nationalsozialisten ermordete Reichstagsabgeordnete an Jürgensen. Am 14. August 2008 wurde in den Bürgersteig vor Jürgensens ehemaliger Wohnung in der Morthorststraße in Elmshorn ein Stolperstein eingelassen.

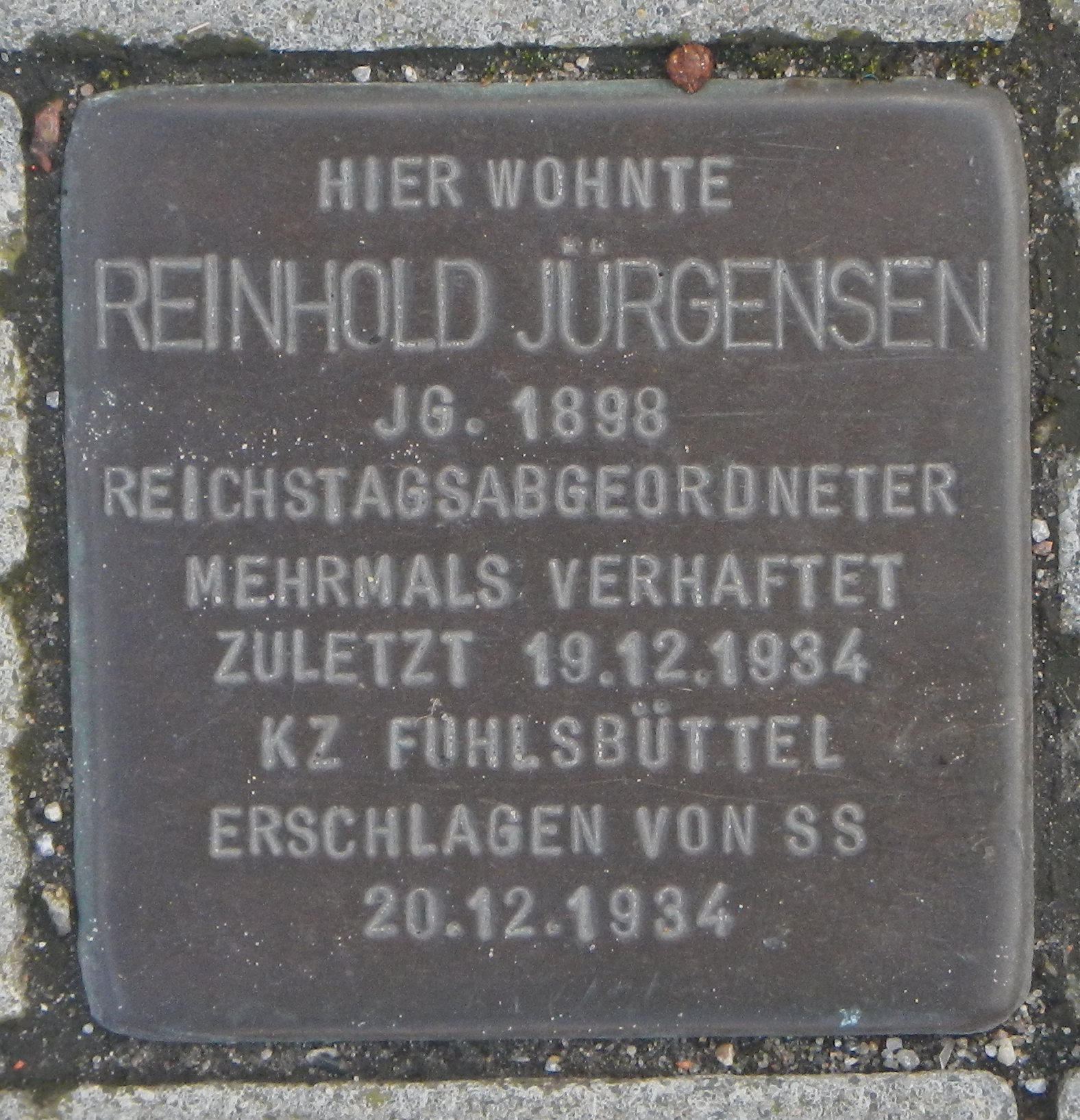
Stolperstein Reinhold Jürgensen